# سوزان هاريسون
سوزان هاريسون (بالإنجليزية: Susan Harrison)‏ هي ممثلة أمريكية، ولدت في 26 أغسطس 1938 في ليسبرغ في الولايات المتحدة، وتوفيت في 5 مارس 2019.

## وصلات خارجية
- سوزان هاريسون على موقع IMDb (الإنجليزية)
- سوزان هاريسون على موقع روتن توميتوز (الإنجليزية)
- سوزان هاريسون على موقع قاعدة بيانات برودواي على الإنترنت (الإنجليزية)
- سوزان هاريسون على موقع قاعدة بيانات الفيلم (الإنجليزية)